# 83歳のやさしいスパイ
『83歳のやさしいスパイ』（はちじゅうさんさいのやさしいスパイ、El agente topo）は、2020年のチリ・アメリカ合衆国・ドイツ・オランダ・スペインのドキュメンタリー映画。監督はマイテ・アルベルディ。老人ホームで潜入捜査をすることになった83歳の素人探偵の姿を通して、ホーム内で繰り広げられる多彩な人間模様を描いている。
2020年1月から2月にかけて開催されたサンダンス映画祭のワールド・シネマ・ドキュメンタリー・コンペティション部門で上映された。第93回アカデミー賞では、長編ドキュメンタリー映画賞にノミネートされたほか、国際長編映画賞にチリ代表作として出品され、最終選考15作品に残ったものの本戦ノミネートは逃した。
日本では2020年10月から11月にかけて開催された第33回東京国際映画祭と同年11月から12月にかけて開催された第17回ラテンビート映画祭において『老人スパイ』のタイトルで上映された後、2021年7月9日から『83歳のやさしいスパイ』のタイトルで一般劇場公開された。

## ストーリー
老人ホームで入居者が職員に虐待されているのではないか、という入居者家族からの依頼で、私立探偵により雇われた老人が老人ホームに入居して、その内情を調査する。調査目的の入居だったが、生活をするうちにホームの人気者となった。入居者の相談に乗ったり、調査のために携帯電話などの使い方を覚える様子なども描かれている。

## 公開
ワールド・プレミアは2020年1月25日にサンダンス映画祭で行われた。2020年8月、グラヴィタス・ヴェンチャーズがアメリカでの配給権を購入し、9月1日に公開された。2021年1月25日、PBSによってテレビ放送された。日本では第33回東京国際映画祭のワールド・フォーカス部門で『老人スパイ』の題で上映された。

## 評価

### 批評家の反応
レビュー収集サイトのRotten Tomatoesでは51件のレビューで支持率は94%、平均点は7.50/10となり、「暖かく面白い、『老人スパイ』は新しいつながりを築き、新しい冒険に乗り出すのには遅すぎることは決しないという痛烈なリマインダーを観客に提供する」とまとめられた。Metacriticでは13件のレビューに基づいて加重平均値は69/100となった 。

### 受賞とノミネート
| 賞                                 | 授賞式開催日  | 部門                       | 対象                                             | 結果       | 参照   |
| ---------------------------------- | ------------- | -------------------------- | ------------------------------------------------ | ---------- | ------ |
| アカデミー賞                       | 2021年4月25日 | 長編ドキュメンタリー映画賞 | マイテ・アルベルディ、マルセラ・サンティバニェス | ノミネート | [ 5 ]  |
| ゴヤ賞                             | 2021年3月6日  | イベロアメリカ映画賞       | 『老人スパイ』                                   | ノミネート | [ 19 ] |
| インディペンデント・スピリット賞   | 2021年4月22日 | ドキュメンタリー作品賞     | 『老人スパイ』                                   | ノミネート | [ 20 ] |
| ノーステキサス映画批評家協会賞     | 2021年1月25日 | 外国語映画賞               | 『老人スパイ』                                   | ノミネート | [ 21 ] |
| ナショナル・ボード・オブ・レビュー | 2021年1月26日 | 外国語映画トップ5          | 『老人スパイ』                                   | ノミネート | [ 22 ] |